# 누쿠페타우 환초

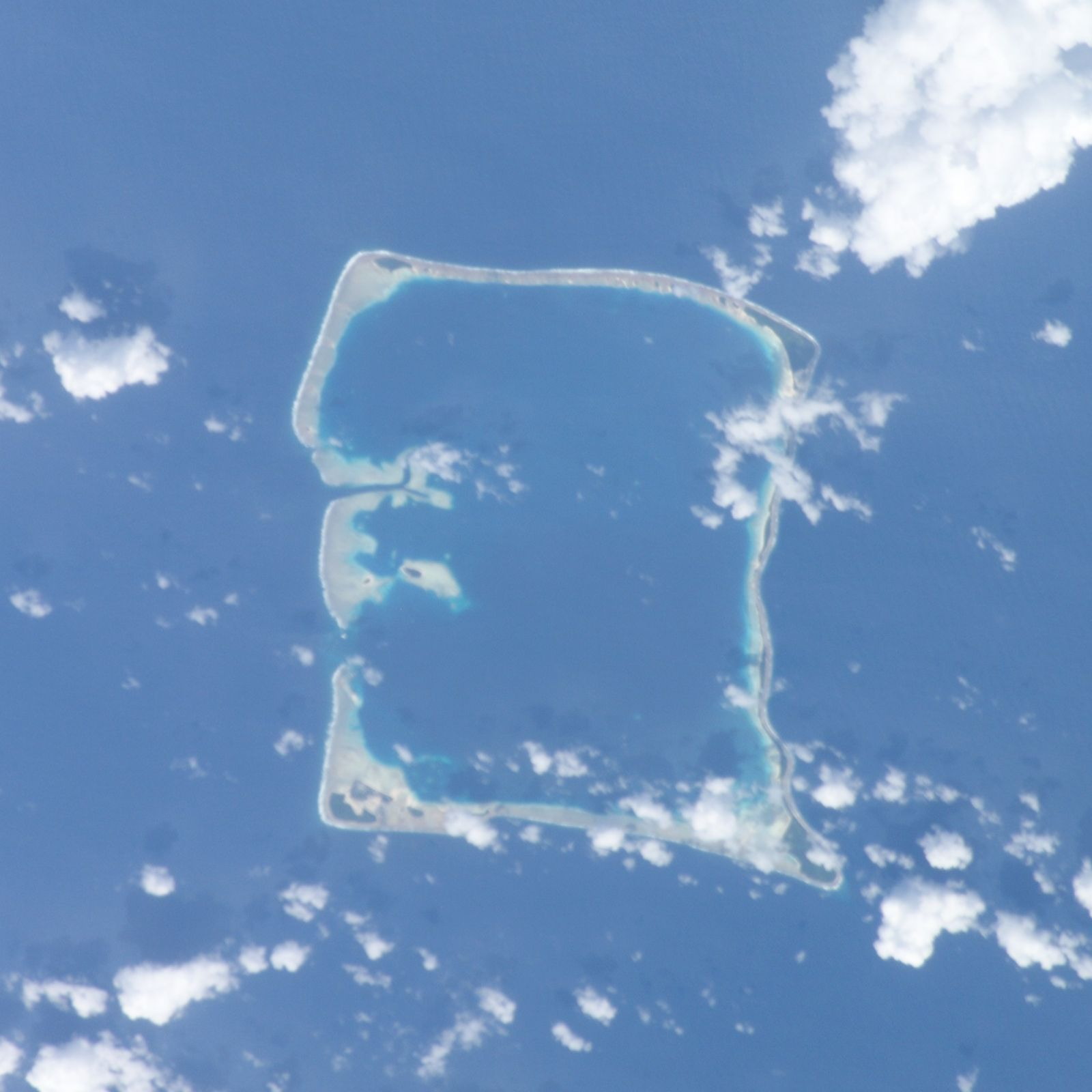
누쿠페타우 환초 위성사진

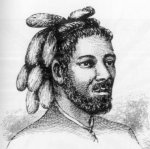
누쿠페타우 환초에 거주하던 남성을 묘사한 그림(1831년 작품)

누쿠페타우 환초(Nukufetau)는 투발루의 환초로, 면적은 3.1km2, 인구는 586명(2002년 기준)이다. 미국은 1800년대부터 구아노 제도법을 근거로 이 섬의 영유권을 주장했지만 1979년에 우호 조약을 체결했고 이 조약은 1983년에 발효된다. 크게 33개 섬으로 나뉜다.
- 파이아바라시섬(Faiava Lasi)
- 팔레섬(Fale)
- 푸나오타섬(Funaota)
- 콩고로토라팡가섬(Kongo Loto Lafanga)
- 라팡가섬(Lafanga)
- 마타누쿨라엘라에섬(Matanukulaelae)
- 모투페타우섬(Motufetau)
- 모툴랄로섬(Motulalo)
- 모툴로아섬(Motuloa, 누쿠페타우 환초 북부에 위치)
- 모툴로아섬(Motuloa, 누쿠페타우 환초 남부에 위치)
- 모투무아섬(Motumua)
- 니우알루카섬(Niualuka)
- 니우아투이섬(Niuatui)
- 우아섬(Oua)
- 사칼루아섬(Sakalua)
- 사바베섬(Savave)
- 테아파툴레섬(Teafatule)
- 테아푸아니우아섬(Teafuaniua)
- 테아푸아노누섬(Teafuanonu)
- 테아푸오네섬(Teafuone)
- 테모툴로토섬(Temotuloto)
- 기타 12개 섬

이 중에서 가장 큰 섬은 모툴랄로섬이며 사바베섬에는 마을이 있다.